# Битка код Коломне
Битка код Коломне, у јануару 1238, била је један од најтежих окршаја Монголског освајања Русије.

## Увод
Након битке на реци Вороњеж, у децембру 1237, велики кнез Јуриј II Владимирски послао је двојицу својих синова и војводу Јеремију Гљебовича, са свим својим људима, да бране тврђаву Коломну, која је била на граници према Рјазањској кнежевини.

## Битка
У Коломни, Владимир-Суздаљска војска спојила се са преживелим Рјазанима из битке на Вороњежу, које је водио кнез Роман Коломенски. Након неколико дана тешке борбе под зидинама Коломне, кнежевићи Всеволод и Владимир су са остацима војске утекли у Владимир и Москву, док су Татари опсели и уништили Коломну, неколико дана након пада Рјазања. Престоница, Владимир-Суздаљски, био је следећи на удару.

## Супротстављене снаге
Према Рашид-ел Дин Хамаданију, хроничару Илканата из 13. века, битка код Коломне била је, за Монголе, најтежи окршај монголског освајања Русије: Џингис-канов син, Куљкан, пао је у боју.Узроци Монголских губитака, тежих него обично, могу се само нагађати:
- Коломну је нападао само део Монголских снага, док је главнина војске била заузета под Рјазањом[2].
- Руске снаге под Коломном представљале су готово целокупну снагу Владимира-Суздаљског, најјаче државе Кијевске Русије тог времена. Главни град Владимир вероватно је остављен без одбране, у намери да се непријатељ заустави на граници, пошто је пао за само 2 дана[1]- знатно мањи Рјазањ издржао је дуже, чак и након губитака на реци Вороњеж. Совјетски историчари процењивали су величину руске војске под Коломном на чак 15.000 бораца.[4]
- по хроникама, Владимир-Суздаљска војска је пошла у помоћ Рјазању[1], а војвода Јеремија Гљебович се помиње као заповедник страже, тако да је разумно закључити да је готово цела дружина великог кнеза Јурија била под Коломном. Тако је руска војска могла имати мало, али одлично опремљено језгро, састављено од професионалних војника.

## Последице
По "Причи о томе како је Бату разорио Рјазањ", неколико дана након пада Коломне, главнина монголске војске је изненеда нападнута. Преживели Рјазани, 1.700 бораца са Еупатијем Коловратом на челу, напали су татарски логор и у неравноправној борби јуначки изгинули, заслуживши дивљење самог Бату-кана. Иако вероватно измишљена, ова јуначка епизода остала је до данас омиљена тема у руској поезији и кинематографији.